# Paralaophonte quaterspinata
Paralaophonte quaterspinata is een eenoogkreeftjessoort uit de familie van de Laophontidae. De wetenschappelijke naam van de soort is voor het eerst geldig gepubliceerd in 1917 door Brian.